# Thỏ lùn Hotot

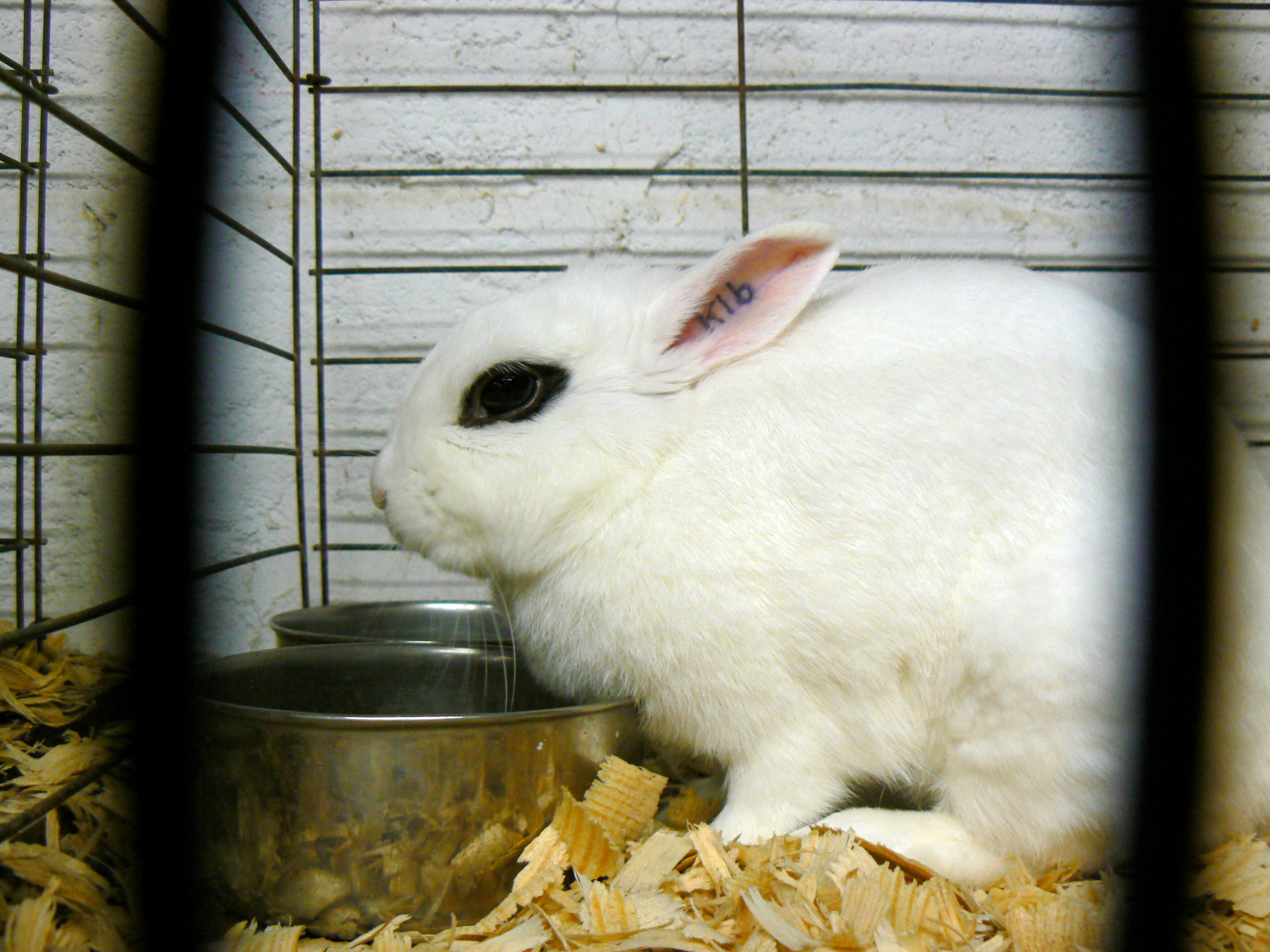
Dwarf Hotot rabbit

Thỏ lùn Hotot là một giống thỏ có nguồn gốc từ Mỹ. Chúng được đặc trưng bởi một lớp lông khoác màu trắng hoàn toàn, ngoại trừ một vòng tròn màu sắc khác xung quanh mỗi con mắt. Chúng là một trong những giống mới được công nhận bởi ARBA, được chấp nhận vào năm 1984. Một phép lai giữa một con thỏ lùn Hà Lan với một con thỏ Hotot đã cho ra giống này.
Chúng lớn hơn nhiều so với giống thỏ Hotot (Blanc de Hotot), được cho ra đời vào những năm 1900 trong một nỗ lực để tạo ra một con thỏ trắng mắt đen để lấy thịt và lông thú. Trong thời kỳ đó, thỏ lớn đã được đánh giá cao vì giá trị thương mại. Nhưng trong những năm sau đó, những co thỏ cỡ lớn thoái trào và mọi người bắt đầu theo đuổi giống lùn. Trong những năm 1970, một nhà lai tạo ở Đông Đức và một ở Tây Đức bắt đầu làm việc trên một con thỏ lùn Hotot, hoàn toàn độc lập với nhau.

## Đặc điểm chung
Chúng là vật nuôi nhạy cảm với các yếu tố ngoại cảnh (chốn trạy, sợ tiếng động), khả năng thích ứng với môi trường kém. Nếu được chăm sóc tốt, chúng sẽ trở nên thân thiện và vui vẻ. Sống trong nhà chúng sẽ được an toàn hơn. Cần tránh tiếp xúc với các loài động vật khác, đặc biệt là chuột. Nếu ban ngày chúng ăn không hết thức ăn thì cần vét sạch máng, nếu thừa chuột sẽ lên ăn và cắn chết thỏ, nhất là thỏ con mới đẻ. Thỏ là loài gia súc yếu, sức đề kháng cơ thể kém, dễ cảm nhiễm các mầm bệnh và phát triển thành dịch, khi mắc bệnh chúng rất dễ chết.
Dạ dày chúng co giãn tốt nhưng co bóp yếu. Nhiều con bị chứng sâu răng hành hạ và có vấn đề về tiêu hóa. Chúng cũng bị mắc một số bệnh như bại huyết, ghẻ, cầu trùng, viêm ruột, do ăn thức ăn sạch sẽ, không bị nấm mốc. Nếu thấy chúng có hiện tượng phân hôi, nhão sau đó lỏng dần thấm dính đét lông quanh hậu môn, kém ăn, lờ đờ uống nước nhiều đó là bệnh tiêu chảy. Chúng hiếu động và ham chạy nhảy, sinh trưởng tốt, nuôi chúng không cần nhiều diện tích.

## Chăm sóc
Cho ăn cà rốt có thể khiến chúng bị sâu răng, cũng như gây nên những vấn đề về sức khỏe khác. Cà rốt và táo chứa nhiều đường thực vật, chỉ nên cho thỏ ăn những loại này ít. Chúng thích cam thảo nhưng nó lại không tốt bởi thỏ không thể tiêu hóa đường. Chúng thông thường không ăn rau củ có rễ, ngũ cốc hoặc trái cây, đặc biệt là rau diếp. Nên cho thỏ ăn cỏ, cải lá xanh đậm như bắp cải, cải xoăn, bông cải xanh (phải rửa sạch).
Luôn có thức ăn xanh trong khi chăm sóc, lượng thức ăn xanh cho chúng luôn chiếm 90% tổng số thức ăn trong ngày. Có thể cho chúng ăn thêm thức ăn tinh bột, không được lạm dụng vì chúng sẽ dễ bị mắc bệnh về đường tiêu hóa dẫn đến chết. Nhiều người cho rằng thỏ không cần uống nước là sai. Thỏ chết không phải do uống nước hay ăn cỏ ướt mà vì uống phải nước bẩn và ăn rau bị nhiễm độc.